# Waii
Waii (nghệ danh) (tên đầy đủ trong tiếng Thái là ปัญญริสา เธียรประสิทธิ์) là một ca sĩ, vũ công người Thái Lan. Cô sinh ngày 27 tháng 3 năm 1993.

## Sự nghiệp

### Albums
- K.C.Y. năm 2008[2]
- Play Girl năm 2010[3]

### Singles & EPs
- ตัดใจไม่ลงและคงไม่ยอม (Refuse) - Single[4]
- What Da Heck - Single[5]
- Rak Yang Mi To (Love must go on) - Single[6]
- รักที่ซ่อนอยู่ (Secret love) [เพลงประกอบละครดอกซ่อนชู้] - Single[7]
- ชีวิตดี๊ดี (Very Well) [feat. Timethai] - Single[8]
- เหวี่ยง (นวดให้นุ่ม) - Single[9][10][11]